# Glochidion molle
Glochidion molle är en emblikaväxtart som beskrevs av Carl Ludwig von Blume. Glochidion molle ingår i släktet Glochidion och familjen emblikaväxter. Inga underarter finns listade i Catalogue of Life.